# Târnovița
Târnovița (węg. Küküllőkeményfalva) – wieś w Rumunii, w okręgu Harghita, w gminie Brădești. W 2011 roku liczyła 708 mieszkańców.